# Route nationale 141 (Espagne)
Pour les articles homonymes, voir Route nationale 141.
La N-141 est une route nationale espagnole reliant Bossòst à la France via le col du Portillon.
Elle se prolonge en France par la D 618A jusqu'à Bagnères-de-Luchon, et elle constitue l'une des deux seules routes frontalières, avec la nationale 230, permettant la liaison entre la France et le Val d'Aran,.

## Histoire
Pendant la Retirada en 1939, il s'agissait de l'une des routes empruntées par les réfugiés de la guerre d'Espagne.
Depuis le 6 janvier 2021, bien que demeurant intégralement utilisable, la N-141 est devenue une impasse pour la plupart des usagers à la suite du blocage côté français de la route départementale 618A par la préfecture de la Haute-Garonne, peu après la frontière,,.

## Tracé
| Points      | Destinations                | Voies rencontrées | Km      |
| ----------- | --------------------------- | ----------------- | ------- |
|             | France                      | D 618A            | 8,5     |
| [ 2 ] [ 5 ] |                             |                   | 8,5 à 6 |
| [ 2 ]       | Croisement pour l'Aran Park |                   | 6       |
| [ 5 ]       |                             |                   | 6 à 0,2 |
|             | Entrée dans Bossòst         |                   | 0,2     |
| [ 6 ]       | Fin de la N-141 à Bossòst   | N-230             | 0       |